# Annexe du siège central du Crédit Lyonnais

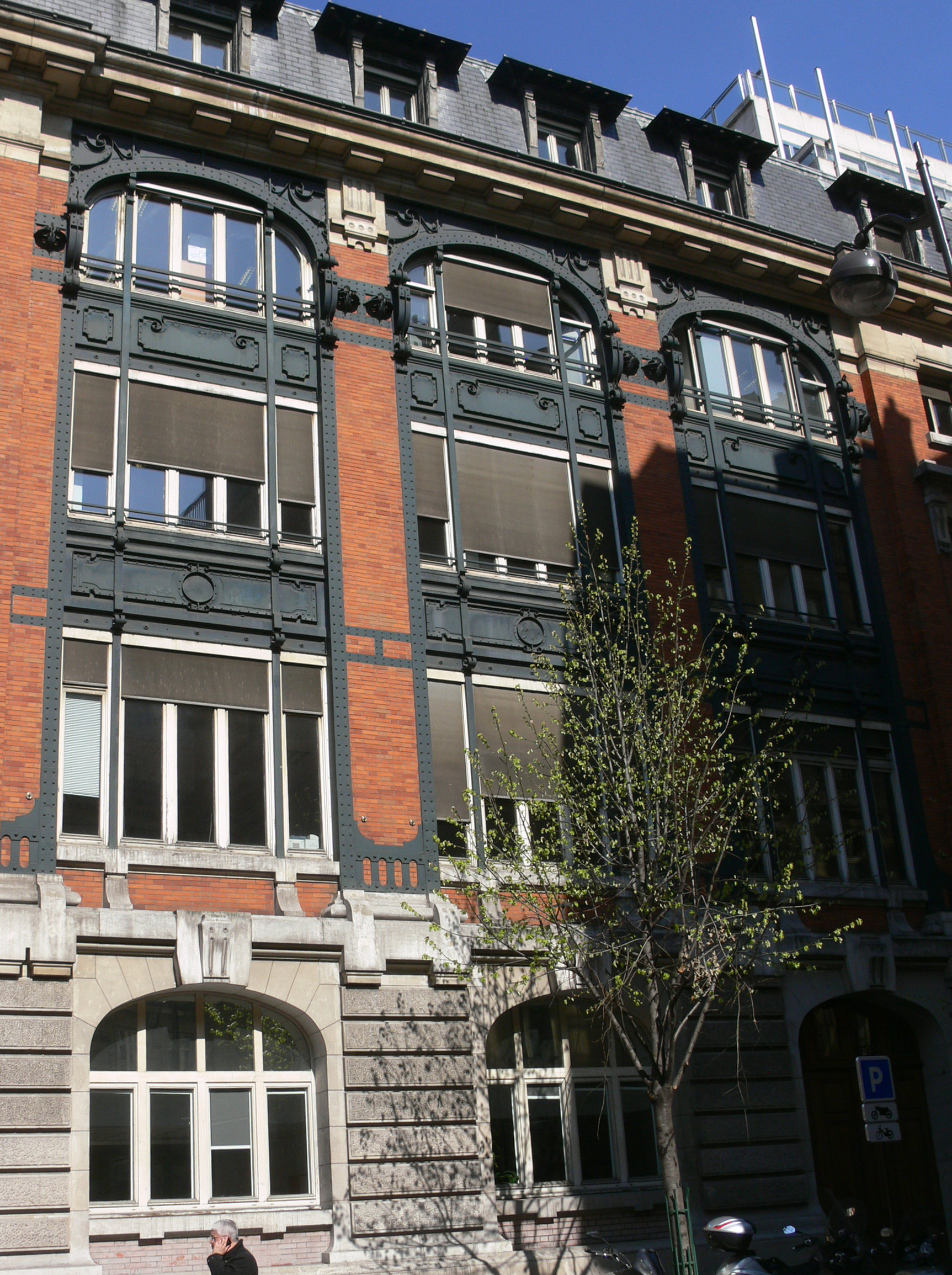
Fassade zur Straße

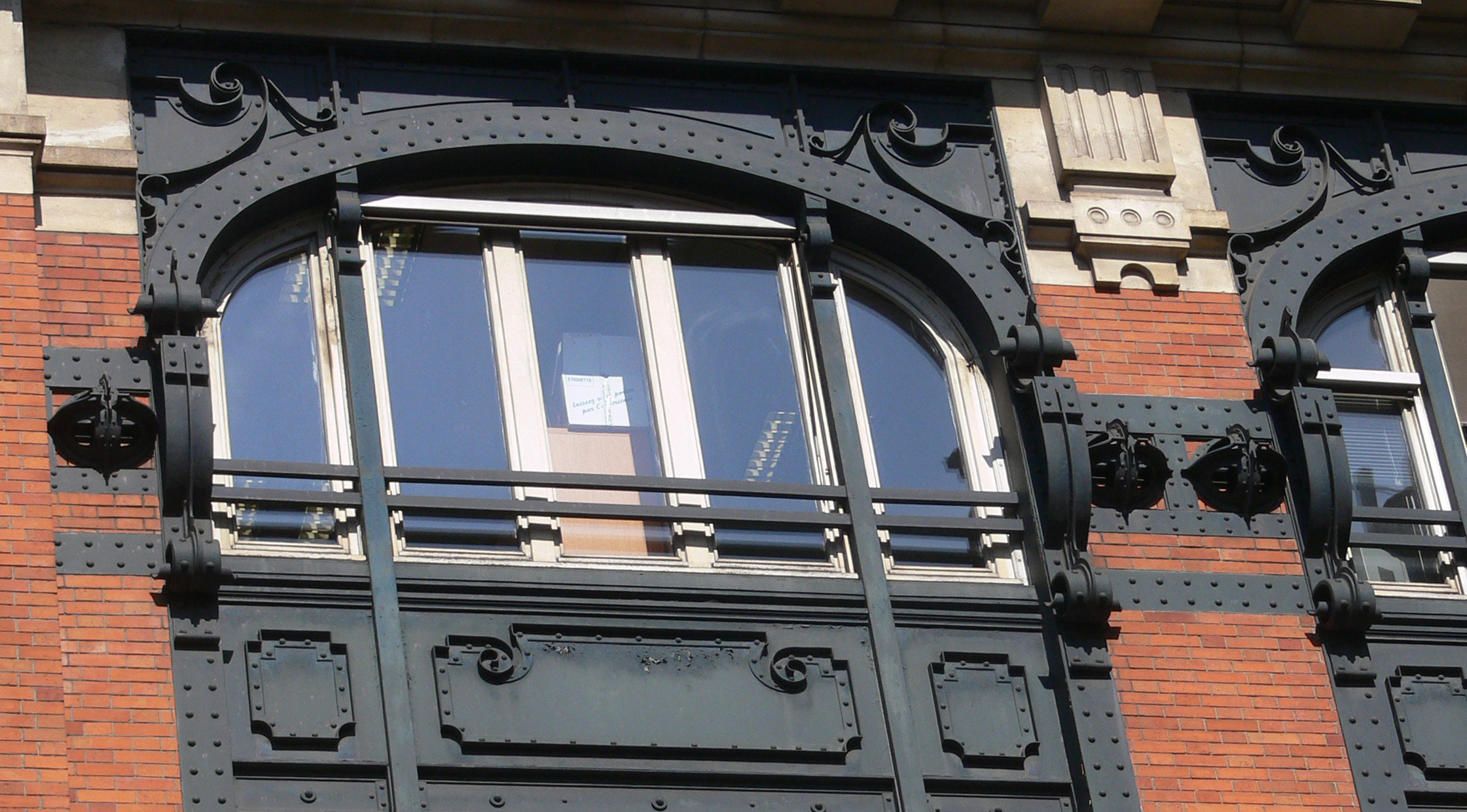
Detail eines Fensters

Das Gebäude Annexe du siège central du Crédit lyonnais ist ein Bürohaus im 2. Arrondissement von Paris. Das Gebäude an der Rue Ménars Nr. 6 ist seit 1997 ein geschütztes Baudenkmal (Monument historique).

## Geschichte
Das viergeschossige Gebäude wurde 1908 nach Plänen des Architekten André-Félix Narjoux (1867–1934) errichtet. Es diente als Nebengebäude (frz. annexe) der Hauptverwaltung der Bank Crédit Lyonnais. In dem Gebäude, das rechteckig einen Innenhof umschließt, waren neben Büros noch eine Druckerei und die Kantine der Bank untergebracht. Auf dem Dach befand sich eine der ersten Terrassen mit Garten in Paris. Das Gebäude besteht aus einem tragenden Stahlgerüst mit Mauern aus Naturstein und Backstein.